# Copa da Escócia de 1958–59
A Copa da Escócia de 1958-59 foi a 74º edição do torneio mais antigo do futebol da Escócia. O campeão foi o St. Mirren F.C., que conquistou seu 2º título na história da competição ao vencer a final contra o Aberdeen F.C., pelo placar de 3 a 1.

## Premiação
| Copa da Escócia de 1958-59          |
| Escócia                             |
| ----------------------------------- |
| St. Mirren F.C. Campeão (2º título) |